# باشگاه فوتبال رئال مادرید در فصل ۲۵–۲۰۲۴
فصل ۲۵–۲۰۲۴، صد و بیست و یکمین فصل حضور باشگاه فوتبال رئال مادرید و نود و چهارمین فصل متوالی این باشگاه در لا لیگا است. رئال مادرید علاوه بر لا لیگا، در دوره‌های این فصل کوپا دل ری، سوپرکاپ اسپانیا و لیگ قهرمانان اروپا نیز شرکت خواهد کرد. آنها به عنوان لیگ قهرمان اروپا، سوپرجام اروپا را با آتالانتا رقابت خواهند کرد و در جام جهانی باشگاه‌ها و اولین دوره جام اینترکانتیننتال فیفا شرکت خواهند کرد.
این فصل اولین فصل از ۱۴–۲۰۱۳ بدون تونی کروس است که در ماه مه ۲۰۲۴ اعلام بازنشستگی کرد. همچنین اولین فصل از ۱۰–۲۰۰۹ بدون ناچو که به عنوان بازیکن آزاد به القادسیه عربستان سعودی رفت.

## خلاصه

### پیش فصل
در ۱۵ دسامبر ۲۰۲۲، در طول فصل ۲۳–۲۰۲۲، مادرید با پالمیراس توافق کرد تا اندریک در ژوئیه ۲۰۲۴۴ به باشگاه ملحق شود، زمانی که او ۱۸ ساله شد، با این بازیکن جوان برزیلی قراردادی سه ساله قابل تمدید امضا کرد. در ۳ ژوئن ۲۰۲۴، مادرید، کیلیان امباپه از پاری سن-ژرمن را به عنوان بازیکن آزاد آورد و قراردادی ۵ ساله با فوق ستاره فرانسوی امضا کرد. در ۲۵ ژوئن، مادرید جدایی کاپیتان باشگاه ناچو را پس از ۲۳ سال حضور در باشگاه و ۱۲ فصل به عنوان بازیکن تیم اصلی اعلام کرد که با کسب ۲۶ عنوان قهرمانی، به عنوان پرافتخارترین بازیکن رئال مادرید جدا شد. در ۲۸ ژوئن، مادرید از انتقال خوسلو به تیم قطری الغرافه خبر داد و از گزینه خود برای به دست آوردن حقوق این بازیکن از اسپانیول یک روز زودتر استفاده کرد.

## بازیکنان
- آخرین بروزرسانی در ۱۷ ژوئیه ۲۰۲۴[۶]

| شماره | نام               | ملیت     | پست       |
| ----- | ----------------- | -------- | --------- |
| ۱     | تیبو کورتوا       | بلژیک    | دروازه‌بان |
| ۲     | دنی کارواخال      | اسپانیا  | مدافع     |
| ۳     | ادر میلیتائو      | برزیل    | مدافع     |
| ۴     | داوید آلابا       | اتریش    | مدافع     |
| ۵     | جود بلینگام       | انگلستان | هافبک     |
| ۶     | ادواردو کاماوینگا | فرانسه   | هافبک     |
| ۷     | وینیسیوس جونیور   | برزیل    | مهاجم     |
| ۸     | فدریکو والورده    | اروگوئه  | هافبک     |
| ۹     | کیلیان امباپه     | فرانسه   | مهاجم     |
| ۱۰    | لوکا مودریچ       | کرواسی   | هافبک     |
| ۱۱    | رودریگو           | برزیل    | مهاجم     |
| ۱۳    | آندری لونین       | اوکراین  | دروازه‌بان |
| ۱۴    | اورلین شوامنی     | فرانسه   | هافبک     |
| ۱۵    | آردا گولر         | ترکیه    | هافبک     |
| ۱۶    | اندریک            | برزیل    | مهاجم     |
| ۱۷    | لوکاس واسکز       | اسپانیا  | مدافع     |
| ۱۸    | خسوس وایخو        | اسپانیا  | مدافع     |
| ۱۹    | دنی سبایوس        | اسپانیا  | هافبک     |
| ۲۰    | فرن گارسیا        | اسپانیا  | مدافع     |
| ۲۱    | براهیم دیاز       | مراکش    | مهاجم     |
| ۲۲    | آنتونیو رودیگر    | آلمان    | مدافع     |
| ۲۳    | فرلان مندی        | فرانسه   | مدافع     |